# Stormyran-Lommyran
Stormyran-Lommyran är ett naturreservat om cirka 1000 hektar fördelat på 400 hektar myrmark och 600 hektar skog. Reservatet ligger i södra delarna av Ånge kommun och är antaget som Natura 2000-område.